# クンバ島
クンバ島（マダガスカル語、Nosy Komba）とは、アフリカ大陸の東のインド洋上、マダガスカル島北端部のすぐ西に存在する小さな島の1つである。

## 地理

ベ島とその周辺の地図。クンバ島は、ベ島（Nosy Be）の南東にあるNosy Konbaと書かれた、ほぼ円形の島である。なお、マダガスカル島はこの地図の枠の外側すぐ東に存在する。

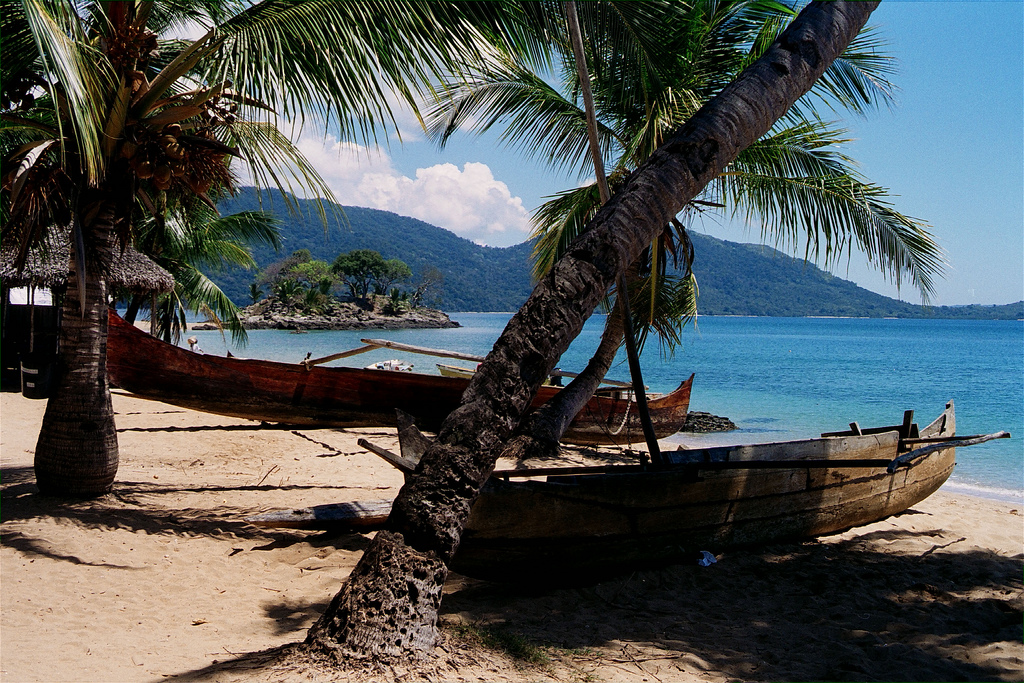
クンバ島は観光地でもあり、このように海岸にはボートなども見られる。

クンバ島は、マダガスカル島の西、ベ島の南東に位置する火山島である

。
その具体的な座標は、おおよそ南緯13度47分、東経48度35分付近であり

、この場所はマダガスカル北端部のアンツィラナナ州西部に属している。島の形状は、ほぼ円形をしているため、面積は約27.9 km2、海岸線の長さは19.9 kmと

、面積の割に海岸線は短い。島の中央部にはアンタニアウンビ山がそびえている。

## 生物相

クンバ島で撮影されたクロキツネザルのオス。

クンバ島は森に覆われている。また、マダガスカル北端部の一部にのみ分布している固有種かつ危急種のクロキツネザルが分布する島としても知られている。